# PARD6G
PARD6G (англ. Par-6 family cell polarity regulator gamma) – білок, який кодується однойменним геном, розташованим у людей на довгому плечі 18-ї хромосоми. Довжина поліпептидного ланцюга білка становить 376 амінокислот, а молекулярна маса — 40 883.
| 10         |  | 20         |  | 30         |  | 40         |  | 50         |
| ---------- |  | ---------- |  | ---------- |  | ---------- |  | ---------- |
| MNRSFHKSQT |  | LRFYDCSAVE |  | VKSKFGAEFR |  | RFSLDRHKPG |  | KFEDFYKLVV |
| HTHHISNSDV |  | TIGYADVHGD |  | LLPINNDDNF |  | CKAVSSANPL |  | LRVFIQKREE |
| AERGSLGAGS |  | LCRRRRALGA |  | LRDEGPRRRA |  | HLDIGLPRDF |  | RPVSSIIDVD |
| LVPETHRRVR |  | LHRHGCEKPL |  | GFYIRDGASV |  | RVTPHGLEKV |  | PGIFISRMVP |
| GGLAESTGLL |  | AVNDEVLEVN |  | GIEVAGKTLD |  | QVTDMMIANS |  | HNLIVTVKPA |
| NQRNNVVRGG |  | RALGSSGPPS |  | DGTAGFVGPP |  | APRVLQNFHP |  | DEAESDEDND |
| VVIEGTLEPA |  | RPPQTPGAPA |  | GSLSRVNGAG |  | LAQRLQRDLA |  | LDGGLQRLLS |
| SLRADPRHSL |  | ALPPGGVEEH |  | GPAVTL     |  |            |  |            |

A: Аланін

C: Цистеїн

D: Аспарагінова кислота

E: Глутамінова кислота

F: Фенілаланін

G: Гліцин

H: Гістидин

I: Ізолейцин

K: Лізин

L: Лейцин

M: Метіонін

N: Аспарагін

P: Пролін

Q: Глутамін

R: Аргінін

S: Серин

T: Треонін

V: Валін

Задіяний у таких біологічних процесах, як клітинний цикл, поділ клітини, альтернативний сплайсинг. 
Локалізований у клітинній мембрані, цитоплазмі, мембрані, клітинних контактах, щільних контактах.